# کاساندرا پیترسون
کاساندرا گای پیترسون (به انگلیسی: Cassandra Gay Peterson؛ زادهٔ ۱۷ سپتامبر ۱۹۵۱) بازیگر، کمدین، مدل، نویسنده و مجری اهل ایالات متحده آمریکا است. وی از سال ۱۹۷۰ میلادی تاکنون مشغول فعالیت بوده‌است.
وی در فیلم‌های این مهمونی منه، شنل قرمزی و تد و ونوس، بازی کرده‌است.